# Passalus abortivus
Passalus abortivus es una especie de coleóptero de la familia Passalidae.

## Distribución geográfica
Habita en Colombia y la Guayana Francesa.